# DEULA Bayern

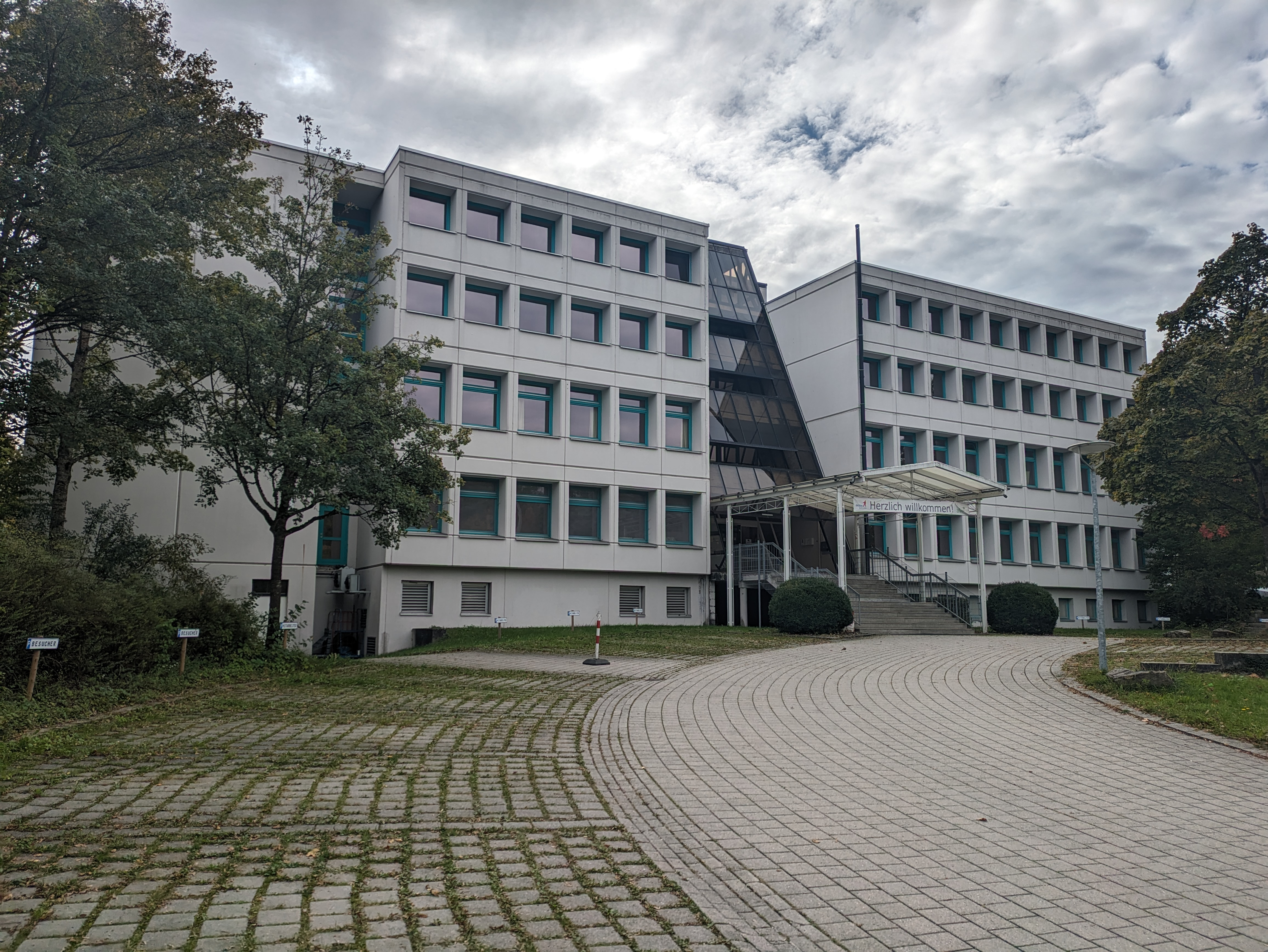
Gebäude der DEULA in Freising

Die DEULA Bayern GmbH  ist ein Berufsbildungszentrum für Landwirtschaft und Gartenbau am  Standort Freising-Weihenstephan und Mitglied im Bundesverband der Deutschen Lehranstalten für Agrartechnik (DEULA). Sie liegt am Rande des Campus Freising-Weihenstephan am Ende der Wippenhauser Straße. Seit 1996 gibt es am gleichen Sitz auch die „Akademie Landschaftsbau Weihenstephan GmbH“ (ALW).

## Tätigkeit
Aufgabe der Bildungseinrichtung besteht darin, junge Menschen in den Berufen „Gärtner“ und „Landwirt“ überbetrieblich auszubilden.
In den Seminarräumen, Ausbildungshallen und einem Freigelände sowie Maschinenpark, Werkzeugausstattung und Materialsortiment der DEULA Bayern erfolgen Weiterbildungsmaßnahmen im Garten-, Landschafts- und Sportplatzbau. Die Leistungen der DEULA Bayern beinhalten auch eine Fahrschule sowie die DEULA Prüftechnik mit der Überprüfung von Kontrollstellen für Pflanzenschutzgeräte in Bayern.

## Akademie Landschaftsbau Weihenstephan GmbH
Das Tochterunternehmen, die Akademie Landschaftsbau Weihenstephan GmbH (ALW), bietet Fortbildungslehrgänge und Fachseminare mit dem Schwerpunkt Garten- und Landschaftsbau in der Erwachsenenbildung an. Im Jahre 2013 greift die ALW auf rund 450 Referenten zu. Die Akademie Landschaftsbau Weihenstephan soll die berufliche und akademische Ausbildung am Standort Weihenstephan um den Bereich der beruflichen Weiterbildung ergänzen.

## Träger der Schule
Getragen wird das Berufsbildungszentrum von den Gesellschaftern
- Verband Garten-, Landschafts- und Sportplatzbau Bayern e. V.

- Bayerischer Bauernverband (BBV)

Der Verband Garten-, Landschafts- und Sportplatzbau Bayern e. V. wurde am 14. Dezember 1963 als Fachverband bayerischer Landschaftsgärtner e. V. in Ingolstadt gegründet. Es war der erste selbstständige Verband der gewerblichen Landschaftsbaufirmen im Westdeutschland der Nachkriegszeit. Aus den  26 Gründungsmitgliedern sind fast 518 Mitglieder geworden.
Der Bayerische Bauernverband ist ein Zusammenschluss der  bäuerlichen Bevölkerung innerhalb Bayerns einschließlich der Landfrauen und der bäuerlichen Jugend. Er nimmt die Gesamtinteressen der bayerischen Land- und Forstwirtschaft auf allen Gebieten wahr. Das Bildungswerk des Bayerischen Bauernverbandes ist eine gemeinnützige, vom Freistaat Bayern anerkannte, öffentliche Einrichtung der Erwachsenenbildung.